# Чудније ствари
Чудније ствари (енгл. Stranger Things) америчка је телевизијска серија коју су створила браћа Дафер за Netflix. Радња се одвија 1980-их у измишљеном граду Хокинсу код Индијанаполиса, док се серија усредсређује на бројне натприродне догађаје који се дешавају широм града који је повезан са непријатељском алтернативном димензијом познатом као Наопаки свет, након што ту везу успостави владина установа за експериментисање над децом.
Ансамблску поделу улога предводе: Винона Рајдер, Дејвид Харбор, Фин Вулфхард, Мили Боби Браун, Гејтен Матаразо, Кејлеб Маклохлин, Наталија Дајер, Чарли Хитон, Ноа Шнап, Сејди Синк, Џо Кири, Кара Буоно, Метју Модин, Дејкр Монтгомери, Шон Астин, Пол Рајзер, Маја Хок, Праја Фергусон и Брет Гелман.
Браћа Дафер су развила Чудније ствари као мешавину истраживачке драме уз натприродне елементе прожете хорором, научном фантастиком и дечјим осећањима. Постављајући серију у осамдесете године, аутори су унели референце на поп-културу те деценије, док је неколико тема и редитељских аспеката било инспирисано делима Стивена Спилберга, Џона Карпентера, Дејвида Линча, Стивена Кинга и Хауарда Филипса Лавкрафта. Такође су били инспирисани чудним експериментима који су се десили током Хладног рата и теоријама завере око владиним тајним експериментима.
Серија је привукла рекордну гледаност за Netflix и успоставила међународну базу обожавалаца. Добила је позитивне критике због карактеризације, атмосфере, глуме, саундтрека, режије, сценарија и омажа филмовима из 1980-их. Освојила је мноштво награда и номинација. У фебруару 2022. наручена је пета и последња сезона, која ће бити приказана током 2025.

## Радња
Радња серије смештена је током 1980-их у измишљени рурални град Хокинс код Индијанаполиса. Оближња лабораторија наводно обавља научна истраживања за Министарство енергетике Сједињених Америчких Држава, али тајно ради експерименте о паранормалном и натприродном, укључујући експерименте над људима. Нехотице су направили портал за алтернативну димензију, познату као „Наопаки свет”. Димензија на катастрофалне начине почиње да утиче на незнатне становнике Хокинса.

## Улоге
- Винона Рајдер као Џојс Бајерс,[3] мајка Вила и Џонатана Бајерса. Разведена је од Лонија Бајерса. У другој сезони излази са својим старим другом из средње школе, Бобом, све до његове смрти касније у сезони. Сматра се да она и Хопер гаје осећања једно према другом.
- Дејвид Харбор као Џим Хопер,[3] начелник полиције Хокинса. Након што му је ћерка Сара умрла од рака, Хопер се развео и пао у алкохолизам. Касније постаје одговорнији, спашавајући Џојсиног сина и усвојивши Једанаестицу. Откривено је да он и Џојс гаје осећања једно према другом.
- Фин Вулфхард као Мајк Вилер,[4] средње дете Карен и Теда Вилера, Ненсин и Холин брат и један од три пријатеља Вила Бајерса. Интелигентан је и савестан ученик који је посвећен пријатељима. Заљубљује се у Једанаестицу.
- Мили Боби Браун као Једанаестица / Џејн Хопер,[4] девојчица са телепатским и телекинетичким способностима, али и слабијим речником. Право име јој је Џејн и биолошка је ћерка Тери Ајвс. Након што је побегла из лабораторије, где су се над њом изводили експерименти, спријатељила се са Мајком, Дастином и Лукасом. Заљубљује се у Мајка. На крају друге сезоне Хопер је усваја као ћерку. У трећој сезони она и Хопер се зближавају и он почиње све више да је сматра својом ћерком.
- Гејтен Матаразо као Дастин Хендерсон,[4] један од пријатеља Вила Бајерса. Има клеидокранијалну дисплазију. У другој сезони је поносан на своје нове предње зубе и привлачи га Макс. У трећој сезони проналази девојку, Сузи (глуми Габријела Пицоло), коју је упознао у кампу и једину сцену имају у последњој епизоди треће сезоне.
- Кејлеб Маклохлин као Лукас Синклер,[4] један од Вилових пријатеља. У почетку не верује Једанаестици, али се касније спријатељи са њом. У другој сезони Макс је заљубљена у њега, а у трећој сезони ступају у везу.
- Наталија Дајер као Ненси Вилер,[4] Каренина и Тедова ћерка и Мајкова и Холина старија сестра. Марљива и поштена, Ненси открива своју другу страну док истражује лабораторију и доживи смрт своје пријатељице, Барбаре. У прве две сезоне је у вези са Стивом Харингтоном, али касније раскидају, док касније излази са Џонатаном Бајерсом.
- Чарли Хитон као Џонатан Бајерс,[4] старији брат Вила Бајерса и син Џојс Бајерс. Тихи је тинејџер, аутсајдер у школи и амбициозни фотограф. Близак је са мајком и братом, а касније постаје дечко Ненси Вилер.
- Кара Буоно као Карен Вилер (1—3. сезона; споредна улога у 4. сезони),[5] Ненсина, Мајкова и Холина мајка.
- Метју Модин као Мартин Бренер (1. и 4. сезона; споредна улога у 2. сезони),[6] научник задужен за лабораторију Хокинс. Манипулативни и непријатељски настројен, он и његов тим траже Једанаестицу.[7]
- Ноа Шнап као Вил Бајерс (2. сезона—данас; споредна улога у 1. сезони),[4] син Џојс Бајерс и млађи брат Џонатана Бајерса. Ухватило га је чудовиште из друге, алтернативне димензије коју су открили научници из лабораторије Хокинс.[8][9]
- Сејди Синк као Макс Мејфилд (2. сезона—данас), Билијева млађа полусестра и мушкарача која привлачи пажњу Лукаса и Дастина. Касније ступа у везу с Лукасом.[9]
- Џо Кири као Стив Харингтон (2. сезона—данас; споредна улога у 1. сезони), популарни средњошколац и дечко Ненси Вилер. Малтретира Џонатана Бајерса, али се касније спријатеље. Он и Ненси раскидају у другој сезони.[10][9]
- Дејкр Монтгомери као Били Харгроув (2—3. сезони; гостујућа улога у 4. сезони), Максин насилни и непредвидиви старији полубрат. Изазива Стивову популарност.[9]
- Шон Астин као Боб Њуби (2. сезона; гостујућа улога у 3. сезони), Џојсин и Хоперов школски друг који ради за RadioShack,[11] а касније је и Џојсин дечко, што га доводи у сукоб са Хопером.[12]
- Пол Рајзер као Сем Овенс (2. и 4. сезона; гостујућа улога у 3. сезони), извршни директор министарства за енергетику који замењује Бренера на месту директора лабораторије Хокинс. Тврдоглав је и посвећен научним истраживањима, а ипак емпатичан према становницима Хокинса.[11]
- Маја Хок као Робин Бакли (3. сезона—данас), „алтернативна” девојка која ради заједно са Стивом у продавници сладоледа у тржном центру.[13]
- Праја Фергусон као Ерика Синклер (3. сезона—данас; споредна улога у 2. сезони), Лукасова 10-годишња сестра.[13]
- Брет Гелман као Мари Бауман (4. сезона; споредна улога у 2—3. сезони), теоретичар завере, приватни детектив и Хоперов дугогодишњи пријатељ.

## Епизоде
| Сезона | Сезона | Епизоде | Епизоде            | Оригинална објава  | Оригинална објава  |
| ------ | ------ | ------- | ------------------ | ------------------ | ------------------ |
|        | 1.     | 8       | 8                  | 15. јул 2016.      | 15. јул 2016.      |
|        | 2.     | 9       | 9                  | 27. октобар 2017.  | 27. октобар 2017.  |
|        | 3.     | 8       | 8                  | 4. јул 2019.       | 4. јул 2019.       |
|        | 4.     | 9       | 7                  | 27. мај 2022.      | 27. мај 2022.      |
| 2      | 4.     | 9       | 1. јул 2022.       | 1. јул 2022.       |                    |
|        | 5.     | 8       | 4                  | 26. новембар 2025. | 26. новембар 2025. |
| 3      | 5.     | 8       | 25. децембар 2025. | 25. децембар 2025. |                    |
| 1      | 5.     | 8       | 31. децембар 2025. | 31. децембар 2025. |                    |

### 1. сезона (2016)
| Бр. еп. (укупно) | Бр. еп. (у сезони) | Наслов                                   | Редитељ     | Сценариста                                      | Премијера     |
| ---------------- | ------------------ | ---------------------------------------- | ----------- | ----------------------------------------------- | ------------- |
| 1                | 1                  | Прво поглавље: Нестанак Вила Бајерса     | браћа Дафер | браћа Дафер                                     | 15. јул 2016. |
| 2                | 2                  | Друго поглавље: Чудакиња из Улице јавора | браћа Дафер | браћа Дафер                                     | 15. јул 2016. |
| 3                | 3                  | Треће поглавље: Божићна светла           | Шон Ливи    | Џесика Макленберг                               | 15. јул 2016. |
| 4                | 4                  | Четврто поглавље: Леш                    | Шон Ливи    | Џастин Добл                                     | 15. јул 2016. |
| 5                | 5                  | Пето поглавље: Бува и акробата           | браћа Дафер | Алисон Татлок                                   | 15. јул 2016. |
| 6                | 6                  | Шесто поглавље: Чудовиште                | браћа Дафер | Џеси Никсон Лопез                               | 15. јул 2016. |
| 7                | 7                  | Седмо поглавље: Када                     | браћа Дафер | Џастин Добл                                     | 15. јул 2016. |
| 8                | 8                  | Осмо поглавље: Наопаки свет              | браћа Дафер | Story by : Пол Дихтер Teleplay by : браћа Дафер | 15. јул 2016. |

### 2. сезона (2017)
| Бр. еп. (укупно) | Бр. еп. (у сезони) | Наслов                                | Редитељ       | Сценариста        | Премијера         |
| ---------------- | ------------------ | ------------------------------------- | ------------- | ----------------- | ----------------- |
| 9                | 1                  | Прво поглавље: Побеснела Макс         | браћа Дафер   | браћа Дафер       | 27. октобар 2017. |
| 10               | 2                  | Друго поглавље: Чудовишна Ноћ вештица | браћа Дафер   | браћа Дафер       | 27. октобар 2017. |
| 11               | 3                  | Треће поглавље: Љубимац               | Шон Ливи      | Џастин Добл       | 27. октобар 2017. |
| 12               | 4                  | Четврто поглавље: Мудри Вил           | Шон Ливи      | Пол Дихтер        | 27. октобар 2017. |
| 13               | 5                  | Пето поглавље: Диг Даг                | Ендру Стантон | Џеси Никсон Лопез | 27. октобар 2017. |
| 14               | 6                  | Шесто поглавље: Шпијун                | Ендру Стантон | Кејт Трефри       | 27. октобар 2017. |
| 15               | 7                  | Седмо поглавље: Изгубљена сестра      | Ребека Томас  | Џастин Добл       | 27. октобар 2017. |
| 16               | 8                  | Осмо поглавље: Отимач умова           | браћа Дафер   | браћа Дафер       | 27. октобар 2017. |
| 17               | 9                  | Девето поглавље: Врата                | браћа Дафер   | браћа Дафер       | 27. октобар 2017. |

### 3. сезона (2019)
| Бр. еп. (укупно) | Бр. еп. (у сезони) | Наслов                                   | Редитељ      | Сценариста     | Премијера    |
| ---------------- | ------------------ | ---------------------------------------- | ------------ | -------------- | ------------ |
| 18               | 1                  | Прво поглавље: Сузи, чујеш ли ме?        | браћа Дафер  | браћа Дафер    | 4. јул 2019. |
| 19               | 2                  | Друго поглавље: Заморчићи                | браћа Дафер  | браћа Дафер    | 4. јул 2019. |
| 20               | 3                  | Треће поглавље: Случај несталог спасиоца | Шон Ливи     | Вилијам Бриџиз | 4. јул 2019. |
| 21               | 4                  | Четврто поглавље: Тест у сауни           | Шон Ливи     | Кејт Трефри    | 4. јул 2019. |
| 22               | 5                  | Пето поглавље: Отети                     | Ута Бризвитц | Пол Дихтер     | 4. јул 2019. |
| 23               | 6                  | Шесто поглавље:                          | Ута Бризвитц | Кертис Гвин    | 4. јул 2019. |
| 24               | 7                  | Седмо поглавље: Угриз                    | браћа Дафер  | браћа Дафер    | 4. јул 2019. |
| 25               | 8                  | Осмо поглавље: Битка за Старкорт         | браћа Дафер  | браћа Дафер    | 4. јул 2019. |

### 4. сезона (2022)
| Бр. еп. (укупно) | Бр. еп. (у сезони) | Наслов                                      | Редитељ      | Сценариста         | Премијера     |
| ---------------- | ------------------ | ------------------------------------------- | ------------ | ------------------ | ------------- |
| 26               | 1                  | Прво поглавље: Клуб паклене ватре           | браћа Дафер  | браћа Дафер        | 27. мај 2022. |
| 27               | 2                  | Друго поглавље: Векнина клетва              | браћа Дафер  | браћа Дафер        | 27. мај 2022. |
| 28               | 3                  | Треће поглавље: Чудовиште и суперјунак      | Шон Ливи     | Кејтлин Шнајдерхан | 27. мај 2022. |
| 29               | 4                  | Четврто поглавље: Драги Били                | Шон Ливи     | Пол Дихтер         | 27. мај 2022. |
| 30               | 5                  | Пето поглавље: Пројекат Нина                | Нимрод Антал | Кејт Трефри        | 27. мај 2022. |
| 31               | 6                  | Шесто поглавље: Зарон                       | Нимрод Антал | Кертис Гвин        | 27. мај 2022. |
| 32               | 7                  | Седмо поглавље: Покољ у лабораторији Хокинс | браћа Дафер  | браћа Дафер        | 27. мај 2022. |
| 33               | 8                  | Осмо поглавље: Тата                         | браћа Дафер  | браћа Дафер        | 1. јул 2022.  |
| 34               | 9                  | Девето поглавље: Слепи путник               | браћа Дафер  | браћа Дафер        | 1. јул 2022.  |

### 5. сезона (2025)
| Бр. еп. (укупно) | Бр. еп. (у сезони) | Наслов | Редитељ        | Сценариста         | Премијера          |
| ---------------- | ------------------ | ------ | -------------- | ------------------ | ------------------ |
| 35               | 1                  | TBA    | браћа Дафер    | браћа Дафер        | 26. новембар 2025. |
| 36               | 2                  | TBA    | браћа Дафер    | браћа Дафер        | 26. новембар 2025. |
| 37               | 3                  | TBA    | Френк Дарабонт | Кејтлин Шнајдерхан | 26. новембар 2025. |
| 38               | 4                  | TBA    | браћа Дафер    | Пол Дихтер         | 26. новембар 2025. |
| 39               | 5                  | TBA    | Френк Дарабонт | Кертис Гвин        | 25. децембар 2025. |
| 40               | 6                  | TBA    | TBA            | Кејт Трефри        | 25. децембар 2025. |
| 41               | 7                  | TBA    | TBA            | браћа Дафер        | 25. децембар 2025. |
| 42               | 8                  | TBA    | браћа Дафер    | браћа Дафер        | 31. децембар 2025. |

## Критике
Серија Чудније ствари добила је углавном позитивне критике од стручних критичара и гледалаца. На сајту Rotten Tomatoes има оцену одобравања од 93%, на основу 46 стручних критика, са просечном оценом 8,1/10. Критика сајта гласи: „Узбудљиве, срцепарајуће и понекад застрашујуће, Чудније ствари су заразан омаж Спилберговим филмовима и телевизији 80-их година”. На сајту Metacritic серија је оцењена са 75 од 100, на основу 33 критике, указујући на „похвалне критичара”.